# 빅텍스
주식회사 빅텍스(영어: VICTEX CO., LTD.)는 대한민국의 액화탄산을 가공·판매 기업이다.

## 역사
2025년 한국전력공사로부터 이산화탄소 포집기술 관련 핵심 특허를 이전받았다.
2025년 주관사를 신한투자증권으로 상장할 계획이었으나 철회하였다.